# Morell d'Islàndia
El morell d'Islàndia (Bucephala islandica) és una espècie d'ocell de la família dels anàtids (Anatidae) que habita, en època de cria, llacs, estanys i rius del sud-oest de Groenlàndia i Islàndia, centre i sud d'Alaska, oest del Canadà i zona limítrofa dels Estats Units. En hivern ocupa la costa, tant al Pacífic com a l'Atlàntic.